# How to Destroy Angels
How to Destroy Angels est un groupe américain, actif entre 2010 et 2015. Durant son existence, il est composé de Trent Reznor, leader de Nine Inch Nails, de son épouse Mariqueen Maandig, de Atticus Ross et de Rob Sheridan - qui est également directeur artistique du groupe. Le nom du groupe fait référence au single homonyme du groupe Coil.

## Histoire
En avril 2010, le groupe annonce la sortie d'un premier EP comprenant six morceaux qui paraîtra l'été de la même année. Leur premier single, A Drowning, sort le 4 mai 2010exclusivement en version numérique sur Internet. Le 14 mai est sortie leur première vidéo, avec le titre The Space in Between. Elle est d'abord distribuée sur leur site web officiel et sur YouTube. C'est notamment la première fois que Trent Reznor apparaît dans une vidéo du groupe.
L'EP How to Destroy Angels contenant 6 titres est d'ailleurs disponible depuis juin 2010 en téléchargement gratuit sur leur site officiel. En octobre 2012, après 2 ans d'absence notamment dû aux projets parallèles de Reznor sur les bandes originales des films de David Fincher, ils postent en ligne une nouvelle chanson dont le titre est Keep It Together.
Le premier album studio du groupe, Welcome Oblivion, sort le 5 mars 2013 chez Columbia Records. Il inclut les titres Keep it Together, Ice Age, On the Wing, et The Loop Closes de An Omen EP. Une édition de luxe de l'album incluait également l'EP How to Destroy Angels.
Le premier single de Welcome Oblivion, How Long?, sort le 31 janvier 2013, accompagné d'un clip réalisé par Shynola. Le groupe cesse ses activités en 2015.

## Discographie

### Singles
- 2010 : A Drowning
- 2011 : Is Your Love Strong Enough ?
- 2012 : Keep It Together
- 2013 : How Long?

## Clips
- 2010 : The Space in Between
- 2012 : Keep it Together
- 2012 : Ice Age
- 2013 : The Loop Closes
- 2013 : How Long?